# Het kregelige ketje

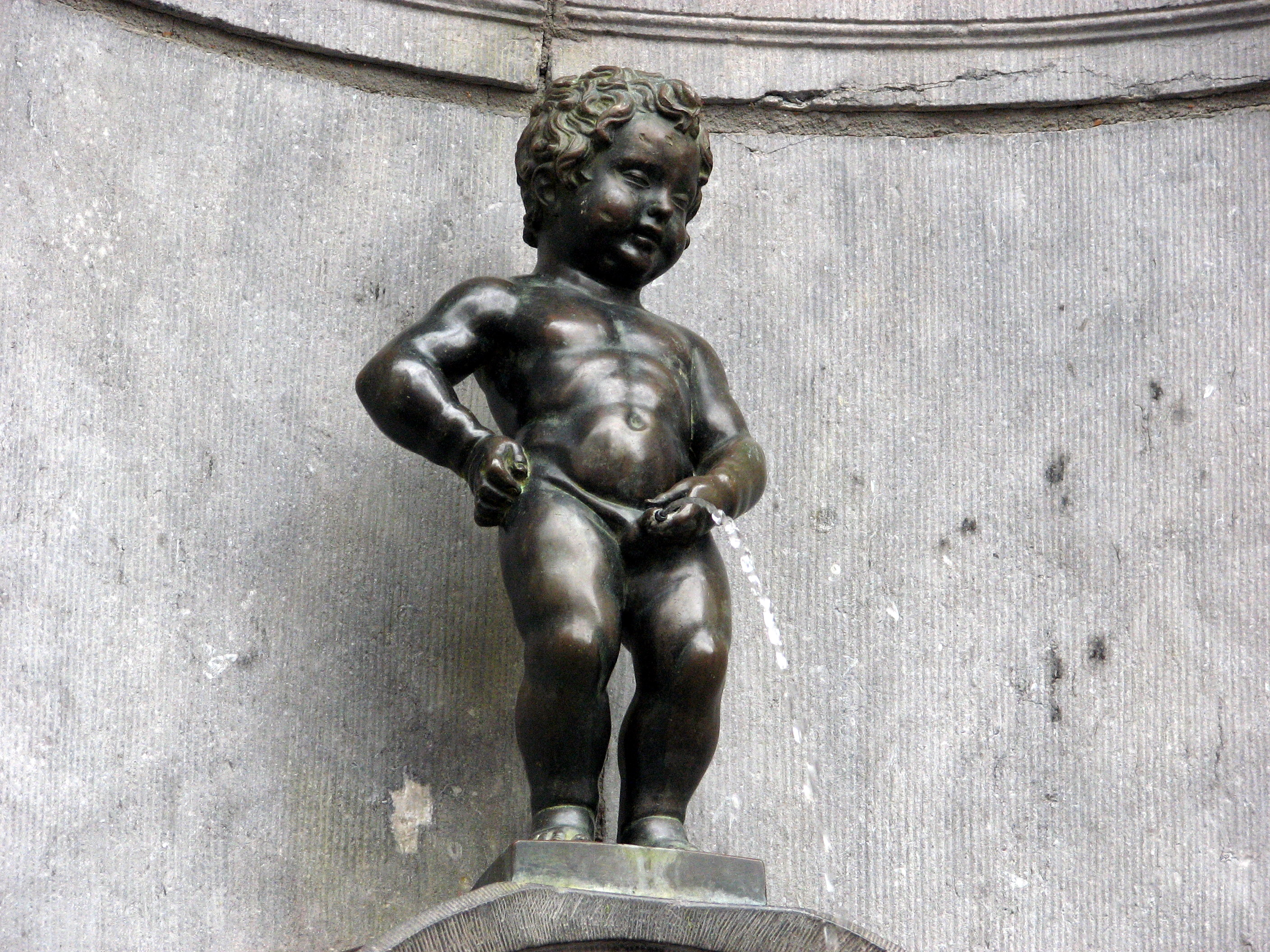
Manneken Pis

Het kregelige ketje is het honderdvijfendertigste stripverhaal uit de reeks van Suske en Wiske. Het is geschreven en grotendeels getekend door Paul Geerts. De inkleuring werd deze keer verzorgd door zowel Eduard De Rop als Eugeen Goossens.
Het verhaal werd gepubliceerd in TV Ekspres van 30 juli 1979 tot en met 11 augustus 1980. De eerste albumuitgave in de Vierkleurenreeks was in november 1980, met nummer 180.

## Locaties
- België, Brabant, Brussel met Grote Markt, Stadhuis met belfort en Manneken Pis van Brussel, Miami, Everglades, Fort Myers aan de Golf van Mexico, Orlando, Walt Disney World met verschillende attracties, Cape Kennedy.

## Personages
- Suske, Wiske met Schanulleke, tante Sidonia, Lambik, Jerom, professor Barabas, Melanie, baron de Malinois (geest), Snoeffel en Gaffel, Manneken Pis.

## Uitvindingen
- Raket waarin je moet trappen

## Het verhaal
Tante Sidonia heeft een vakantiehuisje gehuurd in Brabant en de vrienden gaan naar Brussel om Manneke Pis te zien. Tante Sidonia gaat zelf niet mee, ze oefent met een boek dat ze van Melanie heeft gekregen. Niemand gelooft Wiske als ze zegt dat Manneke Pis bewogen heeft en Schanulleke heeft gered van een auto. De geest van baron de Malinois verschijnt en draagt tante Sidonia op om met een koperen ketel een spreuk uit te voeren waardoor hij zichtbaar wordt. Hij heeft in 1142 te Vilvoorde de Slag bij Ransbeke meegemaakt en vertelt dat de aanvoerder van de tegenstanders zijn zoon, Godfried II van Brabant, in een boom hing. De mannen vatten moed toen hij op de hoofden van de tegenstander plaste. Als Malinois hoort van Manneke Pis in Brussel, wordt hij woedend. Snoeffel en Gaffel komen langs. Ze doen zich voor als keurige heren, maar worden door Malinois verleid om Manneke Pis aan te vallen.
Tante Sidonia wordt door Malinois opgesloten in een kist, maar dan komen de vrienden ook weer in het vakantiehuisje terug. Manneke Pis is daar ook en hij hypnotiseert Malinois, die ze opsluiten in de kist. Snoeffel en Gaffel zien dat het beeldje weg is en horen van een agent de omschrijving van Suske en Wiske.Manneke Pis wil ook wel iets van de wereld zien en de vrienden gaan met hem met het vliegtuig naar Florida. De vrienden landen in Miami en huren een van om naar Orlando te rijden, daar is Disney World. Ze komen bij de Everglades waar een autoband wordt lekgestoken en gaan verder met een airboat. Lambik redt een man van een krokodil, maar hij blijkt net een voorstelling voor publiek te geven in het park.
De auto van Lambik ontploft door toedoen van Snoeffel en Gaffel en Lambik komt in het ziekenhuis terecht. De vrienden logeren tijdens Lambiks herstel in Howard Johnson’s M.L. en de volgende ochtend wordt Manneke Pis ontvoerd. Suske en Wiske bellen professor Barabas vanuit de gevangenis, ze hebben een auto gestolen om de ontvoerders te achtervolgen. Professor Barabas zegt het tegen Jerom, die als de gouden stuntman naar Fort Myers gaat om te helpen. Professor Barabas heeft een raket ontworpen waarin Jerom kan trappen en vliegensvlug gaat Jerom richting Amerika. Manneke Pis en Snoeffel en Gaffel verongelukken en worden in een busje naar Orlando gebracht. Manneke Pis wordt met zijn voeten in een blok beton gezet, maar hij wordt door kinderen door Disney Land meegenomen en raakt het betonblok kwijt.
Jerom haalt Suske en Wiske uit de gevangenis en ze halen daarna Lambik uit het ziekenhuis. De vrienden gaan naar Cape Kennedy en zien een Spaceshuttle met aan boord Manneke Pis vertrekken. Snoeffel en Gaffel dwingen de Spaceshuttle te laten landen en de bemanning komt in problemen. Jerom verslaat Snoeffel en Gaffel en redt de Spaceshuttle. Manneke Pis is uitgedroogd en de vrienden brengen hem naar de ziekenzaal. Als Manneke Pis is hersteld, huren de vrienden een andere auto en gaan naar het strand van Miami. Manneke Pis wordt in een onderzeeboot getrokken en Jerom gaat hem achterna en verslaat Snoeffel en Gaffel opnieuw. De vrienden gaan naar Long Key om de haaien te zien en Jerom moet Manneke Pis uit de buik van een haai bevrijden nadat hij in het water is gevallen. De vrienden vliegen terug naar Amsterdam en overmeesteren Snoeffel en Gaffel op het vliegveld. Ze worden gevangengezet door de politie en de vrienden gaan naar huis. Manneke Pis plast op Malinois en verdwijnt dan; hij wil na alle avonturen graag weer rustig op zijn plaats staan.

## Culturele verwijzingen
- De slag van Ransbeke/Ransbeek is een echte historische gebeurtenis. (Zie: Grimbergse Oorlogen en Grimbergen). Alleen is de hertog in de wieg niet Godfried II maar diens zoon Godfried III van Brabant. Het feit dat de aanvoerder zijn zoontje met zijn wieg in een boom hing, klopt niet volledig. Godfried II stierf toen zijn zoon twee jaar oud was. Het was de Graaf van Vlaanderen, de voogd van Godfried III, die hoogstwaarschijnlijk de opdracht ertoe gaf.
- Brussel vierde in 1979 zijn 1000-jarig bestaan: iets waar in dit album naar verwezen wordt.
- Manneken Pis besluit een bordje achter te laten tijdens zijn afwezigheid. Hij vraagt zich enkel af: "Moet dat nu in het Nederlands of in het Frans zijn?" Een grap rond de tweetaligheid van Brussel.
- Wanneer Jerom zich in dit verhaal verkleedt als de gouden stuntman, is dit een verwijzing naar zijn eigen stripreeks.
- De vrienden vliegen met K.L.M.
- Als de haai Manneken Pis wil opeten, neemt hij dezelfde pose aan als de haai op de filmposter van Jaws. Hij merkt ook op: "Misschien kom ik nu in aanmerking voor de film".

## Trivia
- Ketje verwijst in de context van dit verhaal naar Manneken Pis, maar is in het Brussels dialect een algemeen woord voor een Brusselse straatjongen.
- Het duo Snoeffel en Gaffel speelde eerder een belangrijke rol in De gouden cirkel. Hierna zouden ze in nog enkele verhalen terugkomen. In het tweede plaatje van strook 42 (kort nadat de twee boeven in het verhaal geïntroduceerd worden) worden  de namen van Snoeffel en Gaffel met hun personages verwisseld. Zo spreekt in het tweede plaatje van strook 42 de boef met het lichtbruine haar in het gestreepte overhemd zijn zwartharige collega aan met Gaffel en omgekeerd, net zoals dat in het verhaal van De gouden cirkel gebeurt. In de loop van het verhaal worden de twee namen omgewisseld, plots heet de boef met het lichtbruine haar zelf Gaffel en zijn zwartharige collega Snoeffel.
- Opvallend is dat Manneken Pis gedurende het hele verhaal in zijn blootje rondloopt en niemand zich daarbij eigenlijk vragen stelt noch aanstoot aan neemt. Tevens maakt dit hem ook een van de eerste "naakte" personages in een strip van Studio Vandersteen.